# Impact demotape
Impact demotape è prima registrazione distribuita dell'Hardcore punk band ferrarese Impact.

## Brani
1. Dio salvi il vaticano (2:46)
2. Governo (1:30)
3. Giustizia (1:31)
4. La lettera (3:53)
5. Ambizioni (1:37)
6. Polizia (2:18)
7. Alzati e scuotiti (2:32)
8. No potere (1:18)
9. No al servizio militare (1:37)
10. Camici bianchi (2:28)